# Pave Innocens 7.
Innocens 7. (født Cosimo Gentile de’ Migliorati i 1336 i Sulmona, død 6. november 1406 i Rom) var pave i Rom fra 17. oktober 1404 til sin død to år senere. Samtidig var Benedikt 13. modpave i Avignon.
Som pave vise Innocens 7. sig ude af stand til at afslutte de kirkelige modsætninger, der bestod på daværende tidspunkt, men han var generelt åben overfor videnskaberne og lod bl.a. oprette fakultet for græsk sprog ved Sapienza-universitetet i Rom.